# بیدلند (پنسیلوانیا)
بیدلند (به انگلیسی: Baidland) یک منطقهٔ مسکونی در ایالات متحده آمریکا است که در پنسیلوانیا واقع شده‌است. بیدلند ۱٬۵۶۳ نفر جمعیت دارد.